# 沖天小隊
《沖天小隊》（英語：Top Wing）是由Industrial Brothers的Matthew Fernandes製作的加拿大計算機動畫節目。它是由Industrial Brothers與9 Story Media Group合作製作的。在加拿大，該系列於2018年1月6日在Treehouse上首次亮相。